# Steve Staunton
Steven Staunton (Drogheda, 19 de janeiro de 1969) é um ex-futebolista irlandês. É o quarto atleta com mais jogos de sua seleção, com 102 jogos disputados.

## Carreira
Staunton iniciou a carreira muito novo, aos 16 anos de idade, no Dundalk, mas não jogou nenhuma partida pela equipe. Em 1986, com 17 anos de idade, se mudou para o Liverpool, onde teve duas passagens (1986-1991, sendo que em 1987, Staunton foi emprestado ao Bradford City, e entre 1998 e 2000).

## Ligação forte com o Aston Villa
Por oito anos, Steve jogou no Aston Villa. No time de Birmingham, o zagueiro mostrou que era artilheiro: marcou dezesseis gols em 208 partidas. Retornou ao Villa em 2000, depois de um empréstimo mal-sucedido ao Crystal Palace. Sua saída definitiva do Aston Villa se deu em 2003.

## A derrocada
Depois de sua saída do Villa, Staunton começou a sentir o peso da idade. Aos 34 anos, foi para o Coventry City, tendo disputado 70 jogos e marcando quatro gols.

## Fim de carreira
No ano de 2005, Stan (ou The Gaffer, como também é conhecido) decidiu que aquela seria a sua última temporada como jogador. Assinou um contrato com o Walsall, agora visando ser treinador de alguma equipe. Em 16 de janeiro de 2006, três dias antes de comemorar 37 anos, Staunton se despedia como jogador de futebol.

## A carreira como treinador
Pouco tempo após dar termo à carreira como jogador, Steve foi contratado para ser treinador da seleção de seu país, ocupando o lugar de Brian Kerr. Seu início de carreira como treinador começou muito bem, com uma vitória de 3 a 0 sobre a forte Seleção Sueca (gols de Robbie Keane, Damien Duff e Liam Miller).
Sua última partida no comando da Irlanda deu-se em 2007, quando a equipe amargou um empate com o fraco Chipre em 1 a 1. Foi a gota d'água para Staunton, que em 23 de outubro, acabou demitido, e em seu lugar foi contratado o experiente treinador italiano Giovanni Trapattoni.

## Leeds United
Depois da passagem como treinador da Irlanda, Steve assinou com o decadente Leeds United para exercer as funções de auxiliar-técnico de Gary McAllister.

## Carreira internacional
“"Estou pendurando as minhas chuteiras. Há jogadores suficientes para Mick (McCarthy, técnico da Irlanda) trabalhar e, honestamente, eu não acho que meu joelho posso aguentar mais alguns anos"”

— Staunton, ao canal RTE.

“""Sinceramente, eu não sei... mas acho que não vou mudar de ideia"”

— Staunton, alegando que a decisão de deixar a equipe era uma escolha emocional.
Staunton, que jogava desde 1987 pela Seleção Sub-21 da Irlanda, estreou na equipe principal em 1988, num amistoso contra a Tunísia, que foi presa fácil para os europeus. Jogou as Copas de 1990, 1994 e 2002. Após a partida contra a Espanha, que venceu nos pênaltis, Staunton, juntamente com outro veterano de três Copas do Mundo, Niall Quinn, declarou que não iria mais atuar pela Irlanda.